# Francisco de Andrade y Véjar
Francisco de Andrade y Véjar (Madeira, Reino de Portugal, Monarquía Hispánica c. 1610s - San Salvador, Capitanía General de Guatemala enero de 1664) fue un maestre de campo de los reales ejércitos y caballero de la Orden de Cristo que ocupó el cargo de alcalde mayor de San Salvador desde 1657 a 1662.

## Biografía
Francisco Andrade y Véjar nació por la década de 1610 en Madeira, Reino de Portugal (que en ese entonces era parte de la Monarquía Hispánica), era hijo del maestre de campo Manuel Días de Andrade y nieto de Francisco de Andrade, ambos (así como también su hermano Fernando) fueron caballeros de la Orden de Cristo. Contraería matrimonio con su tía materna Teresa Andrea Valber, con quien engendraría dos hijos: María de Acuña y Francisco de Acuña.
Se dedicaría a la carrera militar, y participaría en batallas contras los holandeses en Brasil en compañía de Luis de Rojas, llegando a obtener el rango de maestre de campo; debido a sus servicios prestados se le concedería hidalguía el 21 de abril de 1642 y se le otorgaría el hábito de la Orden de Cristo el 17 de diciembre de 1647.
El 28 de mayo de 1655 el rey Felipe IV lo designó como alcalde mayor de San Salvador, tomaría posesión de su cargo a principios de 1657. Durante su mandato, se le confirmaría el título de Villa a la población de San Vicente de Austria y Lorenzana, y se le otorgaría su propia jurisdicción; asimismo, debido a la real provisión del 22 de junio de 1658, impuso varias multas a los productores de añil que emplearán indígenas en los obrajes.
El 3 de noviembre de 1658, mientras se encontraba visitando los obrajes de añil, un fuerte terremoto (provocado por el comienzo de la erupción del volcán de San Salvador) devastó la ciudad capital, por lo que regresó de su visita a los obrajes e informó de lo ocurrido a la real audiencia guatemalteca, para así empezar la reconstrucción de la ciudad; por otro lado, al informe del alcalde mayor se le sumarían el del cabildo y el de varios religiosos, componiendo un documento titulado "Breve relación de la reventazón del volcán de la ciudad de San Salvador en el año de 1658", que da información sobre lo ocurrido en ese entonces en San Salvador y sus cercanías.
Ejercería el cargo de alcalde mayor hasta finales de 1659; luego de ello, se quedaría a vivir en San Salvador donde fallecería en enero de 1664.